# In Old California
Az In Old California Carl Barks író és rajzoló 1951-ben megjelent képregénye Donald kacsa főszereplésével. A történet a Dell Comics Four Color (One Shots) című sorozatának 328. számában jelent meg először, melyben Donald és három unokaöccse, Tiki, Niki és Viki álmukban visszakerülnek a nagyvárosok és az államot átszelő forgalmas autóutak előtti, több mint száz évvel korábbi Kaliforniába.

## A történet megszületése és megjelenése
Az In Old California Carl Barks egyik nosztalgikus, szentimentális története, melynek hangulata az 1930-as évek hollywoodi filmjeit idézi. Barks gyermekkorától kezdődően érdeklődött Kalifornia történelme és kulturális öröksége iránt. Nyilatkozata szerint mindig szeretett volna végigmenni az El Camino Real-on, végiglátogatva az általa összekötött missziókat. Az In Old California történetét Helen Hunt Jackson 1884-ben megjelent Ramona című regénye ihlette, melynek több film és színpadi adaptációja is készült, valamint igen népszerűnek örvendett Dél-Kaliforniában. A műre Barks még utalást is tett a történetében. A Ramona filmadaptációi közül az In Old California cselekményére leginkább annak 1936-os változata volt. A történet megalkotásának idejében, 1950-ben Barks San Jacinto-ban élt, és ez a vidék szolgált helyszínéül az In Old California cselekményének is. Bár Barks bevallása szerint a történet helyszínei a fantázia szülöttei, a tájat és az épületeket régi fényképek alapján mintázta meg, és a jelenkori környezet is hatással volt rá. Így például a méretes szikla, aminek Donaldék a történet elején nekimennek, csak néhány mérföldre volt Barks San Jacinto-i lakhelyétől, Helmet városának közelében, és az út is hasonlóan balesetveszélyes lehetett, ha vezető nem figyelt. Szintén ebben a jelenetben az egyik hirdetőtáblán a „Jeff the realtor” (’Jeff, a ingatlanügynök’) felirat olvasható, mely utalás Barks egyik barátjára, Jeff Divine-re, akinek az ingatlanügynöksége valóban a hely közelében volt. Az alkotó bevallása szerint az In Old California szentimentalizmusa miatt az egyik kedvenc története, valamint mert már gyermekként is nagy vonzalmat érzett a vadnyugat iránt. „…be tudtam mutatni egy kis szerelmi történetet, volt benne egy nagy adag nosztalgia, egy kis történelem, egy kis zsiványság és emellett olyan őrült neveket használhattam mint például a Don Porko de Lardo.” – mondta Barks, aki szerint a történet nem annyira a humoron, mint inkább pátoszon alapult.
A történet szereplőinek többsége a Disney-képregényekben az emberek helyettesítésére általánosan használt kutyaszerű figura. Barks nyilatkozata szerint jobban szerette volna őket valódi embereknek megrajzolni, de mivel a kiadó éppen emiatt, a néhány hónappal korábban megjelent Dangerous Disguise című története kapcsán is figyelmeztette, jobban látta elkerüli a konfliktust.
A Western Publishing, a Dell Publishing partnercége 1950. november 2-án vette át a huszonnyolc oldalas In Old California történetét, mely első alkalommal a Four Color (One Shots) című sorozat 328. számában, 1951 májusában jelent meg.

## A cselekmény
|  | Alább a cselekmény részletei következnek! |

Donald és három unokaöccse, Tiki, Niki és Viki Los Angeles közelében autókáznak. Egy idő után megelégelik a tömött autópályát, és letérnek egy csendes mellékútra. Donald a régi, a nagyvárosok és autóutak előtti Kaliforniáról kezd mesélni a gyerekeknek, melyet az 1848-ban kitört aranyláz örökre megváltoztatott. Nézelődés közben Donald figyelmetlenné válik, és a kacsák autóbalesetet szenvednek. Mikor magukhoz térnek, néhány helybéli indián körében találják magukat, akik ellátták őket. A törzs orvosságos embere gyógyfüves keveréket ad nekik, amit miután megisznak, ismét elveszítik eszméletüket.
Mire néhány perc múlva ismét magukhoz térnek, az indiánok és táj kinézete teljesen megváltozott. Az utak eltűntek, a hegyoldalakat erdők tarkítják és hatalmas állatcsordák népesítik be a füves pusztát. Donald először valamilyen cselszövésre gyanakszik, de unokaöccsei úgy vélik, hogy valójában csak álmodnak: egész úton a régi Kaliforniáról beszélgettek, a balesetkor pedig elveszítették az eszméletüket. Donaldnak logikusnak tűnik a magyarázat, és úgy gondolja, hogy ha már így hozta a sors, akár ki is használhatnák az alkalmat, hogy felfedezzék a múltat.
A vad préri veszélyeit elkerülve Donaldék megérkeznek egy ranchóhoz, ahol remélik, hogy megpihenhetnek és ehetnek valamit. Szerencséjükre a birtok tulajdonosa, Don Gaspar igen vendégszeretőnek bizonyul. Donaldék észreveszik, hogy Don Gaspar lánya, Panchita, és egyik fiatal vaquerója, Rolando gyengéd érzéseket táplálnak egymás iránt. Szerelmük azonban nem teljesedhet be, mivel Ronaldo szegény sorból származik. A kacsák megtudják, hogy 1848-at írnak, éppen a kaliforniai aranyláz kitörésének évét. Úgy gondolják, hogy ha Rolando siet, még a többi aranyásó megérkezése előtt meggazdagodhat és így elveheti feleségül Panchitát. Don Gaspar beleegyezik, Donaldék pedig egy alcalde társaságában elindulnak észak felé.
A közigazgatási tisztviselő az út során szimpatikusnak találja Donladot, és felajánl neki néhány ezer hold földet. A kacsák öröme azonban nem sokáig tart, mivel annak birtoklevelét egy telepes szinte azonnal kicsalja tőlük és elkergeti őket. Mivel a vidéken csak a fegyver törvénye uralkodik, Donald eltökéli, hogy szerez egy puskát, és visszaszerzi a tulajdonukat. Időközben kitör az aranyláz, ami Donaldot is megfertőzi. Ahogyan a birtokkal, az aranyásással sincs sok szerencséjük, és Ronaldo közbelépése nélkül ismét kisemmizték volna őket. Együtt néhány nap alatt egész kis vagyont gyűjtenek össze. Ezt követően Ronaldo elindul vissza a ranchóra, hogy mint gazdag ember megkérje Panchite kezét, Donaldék pedig tovább folytatják útjukat. Egy kis időre leheverednek egy fa alá, ahol elnyomja őket a buzgóság. Mikor felébrednek, egy kórházban találják magukat, ahol az orvos közli velük, hogy hat hétig feküdtek kómában.
|  | Itt a vége a cselekmény részletezésének! |

## Motívumok
Carl Barks In Old California-történetét a régmúlt iránti nosztalgia és szentimentalizmus jellemzi. Az egyszerű régi időkben mindenből „mindenkinek jutott elég, és senki sem vágyott sokra”, ahogyan azt Donald megjegyzi a történet elején. A képregény éles kontrasztot mutat a régmúlt békés, és az 1950-es évek zsúfolt, rohanó és elanyagiasult Kaliforniája között. A történet első oldalán Donaldék az autópályán egy dudaszótól hangos forgalmi dugóban rostokolnak. Ez a néhány kép önmagában képviseli, illetve testesíti meg mindazt, ami rossz, negatív a modern Kaliforniában. Alta California álomszerű környezetében az indiánok, akik ápolják a balesetet szenvedett kacsákat és akik csak alkalmat keresnek a táncra és mulatozásra, valamint a vendégszerető Don Gaspar és családja a régi emberek barátságosságát és nagylelkűségét testesítik meg. A fiatalok, Panchita és Ronaldo szerelmét ugyan beárnyékolja a társadalmi osztályok kötött rendje, de ezekben a békés időkben még ez sem lehet leküzdhetetlen akadály, hiszen a szegény vaqueróból is könnyen válhat vagyonos ember. Ezzel szemben Barks a kaliforniai aranylázról kettős képet mutat. Bár a nemesfém hozzásegíti Ronaldót a gazdagsághoz és így Panchita kezéhez, az arany utáni hajsza azonban elsősorban önzést szül és viszályt szít az egykor békés vidéken, ami ennek hatására örökre megváltozik. A történet végén, miután Donaldék felébrednek a kómából, hazafelé indulva elhaladnak a romos épület mellett, melyben álmukban Don Gaspar és vendégszerető családja lakott. A régmúltban átélt barátságos hangulatú 'fiestát' a kacsák énekkel és tánccal próbálják visszaidézni, melyet a ház előtt elhaladó, modern turisták csak megvető szavakkal illetnek.
Az olvasó Donald és három unokaöccse, Tiki, Niki és Viki szemén keresztül láthatja a régi világot. A kacsák azonban nem pusztán látogatók, hanem néha szinte maguk írják a cselekményt. Reakcióik és érzéseik az egyes szereplők iránt nagyban hatással vannak az olvasóéra is, és magára a történet irányára és alakulására is. Tiki, Niki és Viki megjegyzésükkel sugallják az olvasónak a szerelmespár romantikus egymásra találásának hasonlóságát a kor népszerű westernfilmjeihez. Donald az ezekben a filmekben hallható cowboy-dalokat tanítja meg Ronaldónak, hogy az szerenádot adhasson Panchitának, valamint ő ad tanácsot az ifjú vaquerónak, hogy hogyan gazdagodhat meg.
Bár Barks igen nagy hűséggel ábrázolja a régi Kalifornia világán, ezt alapvetően romantikus formában teszi, melynek során egy idilli utópiát hoz létre. Ennek ellenére bizonyos fokig a korszak távolról sem utópisztikus eseménye, az 1848-ban véget érő mexikói–amerikai háború, melynek során Mexikó elveszített Alta California, és az ugyanebben az évben kitör kaliforniai aranyláz következményei is jelen vannak a történetben. Az alcalde által adományozott birtokot Donaldtól hamar elorozza egy újonnan érkező telepes. A területen a háború után ugyanez a helyzet volt jellemző. A bevándorló amerikaiak fegyverrel vagy jogi úton elkergették birtokaikról a californiókat, melynek következményeképpen a rancho-rendszer az 1870-es évekre meg is szűnt. Barks ugyanakkor elhagyja a californiók és az őslakos indiánok közötti ellentétek és feszültség ábrázolását. Bár Donald utal rá, hogy Don Gaspar birtokán indiánok is dolgoznak, látni nem lehet őket. A faji megkülönböztetést, mely központi témája volt az In Old California történetét ihlető Ramónának, Barks történetében a gazdagok és szegények közötti osztálykülönbség váltja fel.